# Yolanda Mohalyi
Yolanda Lederer Mohalyi (1909 — 23 de agosto de 1978) foi uma pintora e desenhista húngara naturalizada brasileira.
Inicialmente figurativa e expressionista, Mohalyi evoluiu, nos anos 1950, gradualmente para a abstração expressiva que caracterizou sua produção nos anos 1960 e 70.

## Biografia
Nascida em Kolozsvar, na Hungria (atualmente Cluj-Napoca, Romênia), Yolanda Mohalyi formou-se na Real Academia de Belas-Artes, em Budapeste.
No ano de 1931, ela veio morar em São Paulo, lecionando desenho e pintura no ano seguinte. Em 1935, estudou com seu amigo Lasar Segall (1891-1957). Dois anos depois, integrou ao lado de Brecheret, Elisabeth Nobiling, entre outros, o chamado "Grupo 7" (não deve ser confundido com o Grupo dos Sete).
Em 1945, Yolanda realizou sua primeira exposição individual, no Instituto de Arquitetos do Brasil (IAB).
Em 1958, Mohalyi ganhou o Prêmio Leirner de Arte Contemporânea.
Entre as décadas de 1950 e 1960, a pintora executou vitrais para a FAAP, onde lecionou, e para a Igreja de São Domingos, bem como o mural da Igreja do Cristo Operário. A Capela de São Francisco em Itatiaia também possui vitrais de Mohalyi. Além disso, criou mosaicos para casas particulares.
Em 1962, Yolanda representou o Brasil na 1ª Bienal Americana de Arte, ocorrida na Argentina. O crítico Sir Herbert Read escolheu alguns de seus trabalhos para uma exposição nos Estados Unidos.
Após sua morte, parte do acervo pessoal de Mohalyi foi doado por seus herdeiros ao Museu de Arte Contemporânea da Universidade de São Paulo.